# ایشیم‌بایوو
ایشیم‌بایوو (انگلیسی: Ishimbayevo) یک شهرک در شهرستان سالاواتسکی استان باشقیرستان کشور روسیه است.